# Itamar Vieira Junior
Itamar Vieira Junior, né le 6 août 1979 à Salvador (capitale de l’État brésilien de Bahia), est un géographe et écrivain brésilien.
Il est titulaire d'un doctorat en études ethniques et africaines de l'université fédérale de Bahia. Ses principales œuvres sont un recueil de nouvelles intitulé A oração do carrasco (La prière du bourreau) en 2017, finaliste du Prix Jabuti. Son roman Charrue tordue (Torto Arado) remporte le Pix LeYa en 2018, le Prix Oceanos et le Prix Jabuti en 2020.

## Biographie

### Jeunesse et études
Itamar Vieira Junior naît à Salvador, en 1979. Il est un descendant d'esclaves noirs originaires de Sierra Leone et du Nigeria, mais également de membres du peuple Tupinamba.
Il ne trouve pas sa place à l'école, où il subit les brimades de ses camarades et se réfugie dans la lecture à la bibliothèque. Adolescent, il vit dans l'État de Pernambouc, puis dans la ville de São Luís dans l’État du Maranhão. Alors qu'il se lance dans l'écriture, il est réprimandé par sa mère qui le décourage de poursuivre dans cette voie. Les livres de géographie, qu'il entame après avoir lu tous les classiques littéraires disponibles, lui donnent envie de poursuivre dans cette voie.
Il commence à étudier la géographie au premier cycle de l'université fédérale de Bahia, étant le premier récipiendaire de la bourse Milton Santos, réservée aux jeunes Brésiliens noirs à faible revenu. Il obtient un diplôme en géographie et termine une maîtrise. Il réalise ensuite un doctorat en études ethniques et africaines à l'université fédérale de Bahia, avec une thèse consacrée au peuple Íuna, habitants de l’État d'Espírito Santo.

### Travail de fonctionnaire à l'INCRA
Il est également fonctionnaire à l'INCRA, l'Instituto Nacional de Colonização e Reforma Agrária, agence d'État chargée de mener la réforme agraire au Brésil, de 2006 environ à 2021. Il est notamment employé dans cette institution sous la présidence de Jair Bolsonaro, une période qu'il décrit comme difficile, faisant part de son « épuisement ».
Dans le cadre de son travail de géographe, il mène des études sur les communautés quilombolas (en) dans le Nord-Est du Brésil. Les rencontres et les découvertes qu'il fait lors de ces recherches se reflètent dans son œuvre littéraire.

### Carrière d'auteur
Son premier ouvrage, Dias, un recueil de contes, est publié en 2012 aux éditions Caramurê. En 2017, il publie A Oração do carrasco, un recueil de nouvelles, qui est finaliste du prestigieux prix Jabuti.
En 2018, il publie Torto Arado aux éditions Todavia. Le roman raconte l'histoire de deux sœurs, Bibiana et Belonísia, vivant dans une fazenda du Nord-Est du Brésil, une zone marquée par l'esclavage. Avec cet ouvrage, il remporte le prix LeYa en 2018 et le prix Jabuti en novembre 2020,,, et il est vendu à plus de 700 000 exemplaires au Brésil. Il est traduit en 23 langues dont le français sous le titre Charrue tordue, et les droits d'adaptation sont rachetés par HBO Max en vue de la production d'une série télévisée.
En avril 2023 sort Salvar o fogo (Sauver le feu), deuxième volet de sa « trilogie du Brésil profond » entamée en 2018 avec Torto Arado.
Autres Brésils le présente comme « un des plus grands prodiges de la littérature brésilienne de ce siècle ». Il est l'un des rares écrivains noirs brésiliens. Selon le Groupe d’études en littérature brésilienne contemporaine de l'université de Brasilia, 97.5 % des écrivains publiés par des maisons d'édition sont blancs, alors qu'ils représentent moins de la moitié de la population.

### Vie privée
En 2018, son père est hospitalisé pour insuffisance rénale lorsqu'Itamar Vieira Junior reçoit le prix LeYa et une récompense équivalant à 100 000 euros. Il meurt quinze jours après la réception du prix par son fils.

## Prises de positions
Itamar Vieira Junior se décrit lui-même comme « un incorrigible optimiste ». Il soutient les mouvements en faveur des droits des peuples autochtones du Brésil, mais aussi le Mouvement des sans-terre, dont il salue les avancées.

## Publications
- Dias, 2012 (recueil de nouvelles)
- A oração do carrasco, 2017 (recueil de nouvelles)
- Torto Arado, 2018 (roman)
  - Traduction française : Charrue tordue
- Doramar ou a Odisseia, 2021 (recueil de nouvelles)
- Salvar o Fogo, 2023 (roman)[9]